# Носачи (село)
Носачи (укр. Носачі) — село,
Великомихайловский сельский совет,
Синельниковский район,
Днепропетровская область,
Украина.
Код КОАТУУ — 1224881008. Население по переписи 2001 года составляло 123 человека.

## Географическое положение
Село Носачи находится на расстоянии в 0,5 км от села Терса, в 2,5 км от села Великомихайловка.
По селу протекает пересыхающий ручей с запрудой.